# دايما عامر (مسلسل)
دايما عامر هو مسلسل تلفزيوني مصري عُرض في شهر رمضان عام 1443 هـ (2 أبريل 2022م)، من بطولة مصطفى شعبان ولبلبة وعمرو عبد الجليل وميرنا نور الدين، وقصة وإخراج مجدي الهواري.

## قصة المسلسل
يناقش المسلسل بعض المشاكل التي توجد في المدارس والمشاكل التي تحدث بين الطلاب ويحاول الوقوف عليها ومناقشتها ووضع بعض الحلول لها، ويناقش العمل عددا من المشكلات التي تواجه الطلاب في مراحل التعليم المختلفة.
وتدور الأحداث حول عامر والذي ينتحل شخصية دكتور تربوي للدخول إلى مدرسة الرؤية والعمل بداخلها بعدما يتفق مع صديقه لطفي سكرتير مديرة المدرسة زهرة وينجح في الحصول على ثقة وحب الناس من حوله ولكنه يُخفي شيء ما عن الجميع.

## طاقم التمثيل
- مصطفى شعبان: (عامر)
- لبلبة: (زهرة)
- عمرو عبد الجليل: (أبو الوفا)
- ميرنا نور الدين: (فدوى)
- محمد ثروت: (فايز)
- محمد محمود: (شحاتة)
- صلاح عبد الله: (لطفي)
- نضال الشافعي: (أكرم)
- طارق عبد العزيز
- سماء إبراهيم: (همت)
- كريم عفيفي: (نوفل)
- سينتيا خليفة: (ماهيتاب)
- أحمد الشامي: (شريف)
- شريف دسوقي
- فادية عبد الغني: (والدة عامر)
- هبة حسن: (إلهام)
- ريهام الشنواني: (أميرة)
- خالد محروس: (ممدوح)
- محمد عامر: (عمرو)
- أحمد عنان
- يوسف وائل نور: (فريد)
- لمى كتكت: (لوجي)
- عمر شريف ( طارق )
- يوسف الأسدي: (كريم)
- حسن أيمن: (أيمن)
- أحمد حسنين
- وردشان مجدي: (زينة)
- منار عبد الحليم: (بسنت)
- سام عادل: (بثينة)
- مصطفى طلعت
- نورهان عز: (سما)
- هايدي كابوه
- شروق الشريف: (دينا)
- قمر السباعي: (ندى)
- يارا المليجي: (فيروز)
- فريال يوسف: (ضيفة شرف)
- محمد التاجي: (ضيف شرف)
- علاء زينهم: (ضيف شرف)
- ناصر سيف: (ضيف شرف)
- سامي مغاوري: (ضيف شرف)
- محمد لطفي: (ضيف شرف)
- منى جمال: (ضيفة شرف)
- نورهان صالح: (ضيفة شرف)
- فريدة محمد: (طفلة)
- بيجاد: (طفل)
- مهند: (طفل)
- سيليا أحمد (معروفة بسيليا غدار): (طفلة)[3]

## فريق العمل
- قصة وإخراج: مجدي الهواري
- سيناريو: أيمن سليم، مايكل عادل
- إشراف على الكتابة: أحمد عبد الفتاح
- إنتاج: الباتروس للإنتاج الفني والتوزيع (كامل أبو علي)
- مدير التصوير: إيهاب محمد علي
- مونتاج: غادة عز الدين
- موسيقى تصويرية: مصطفى الحلواني

## أغنية المقدمة
- غناء: محمود العسيلي
- كلمات: حسن المهدي
- ألحان: محمد يحيى